# Honeymoons
Pour plus de détails, voir Fiche technique et Distribution.
Honeymoons  (Медени месец, Medeni mesec) est un film serbo-albanais réalisé par Goran Paskaljević, sorti en 2009.

## Fiche technique
- Titre : Honeymoons
- Titre original : Медени месец (Medeni mesec)
- Réalisation : Goran Paskaljević
- Scénario : Goran Paskaljević et Genc Permeti
- Photographie : Milan Spasic
- Musique : Rade Krstic
- Pays d'origine :  Serbie -  Albanie
- Genre : drame
- Dates de sortie :
  -  Italie : 5 septembre 2009 (Mostra de Venise 2009)
  -  Serbie : 24 novembre 2009
  -  Albanie : 29 novembre 2009

## Distribution
- Nebojsa Milovanovic : Marko
- Jelena Trkulja : Vera
- Lazar Ristovski : Verin stric
- Mira Banjac : Stana

## Distinctions

### Récompenses
- Festival international du film de Valladolid 2009 : Espiga de Oro
- Festival international du film de Thessalonique 2009 : prix du public
- Les Arcs Film Festival 2009 : prix du jury